# Marianne Basler

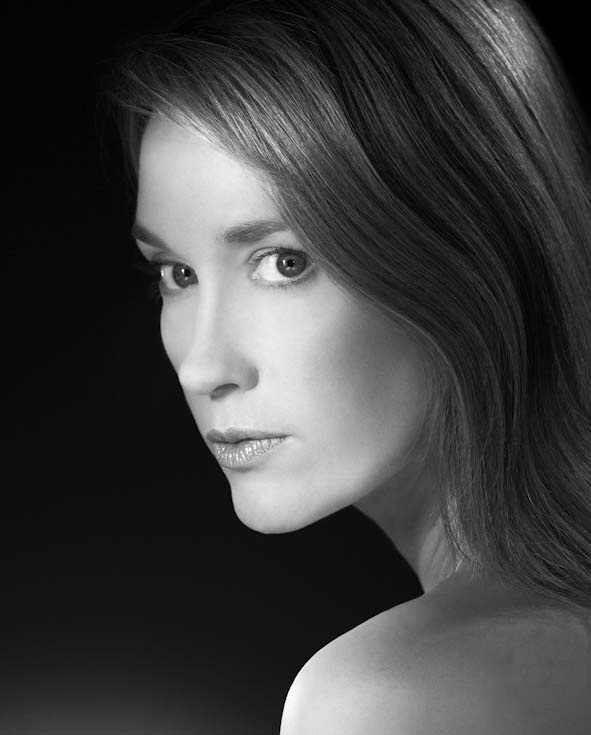
Marianne Basler

Marianne Basler (* 9. März 1964 in Brüssel) ist eine französische Schauspielerin schweizerischer Herkunft.
Marianne Basler erhielt ihre Ausbildung am Konservatorium in Brüssel, wo sie 1985 mit dem Darstellerpreis ausgezeichnet wurde. Sie zog dann nach Paris, wo sie in der Folge verschiedene Rollen am Theater sowie in Filmen übernahm.

## Filmografie (Auswahl)
- 1984: Die öffentliche Frau (La Femme publique)
- 1985: Drei Männer und ein Baby (3 hommes et un couffin)
- 1986: Rosa la Rose – Liebe wie ein Keulenschlag (Rosa la rose, fille publique)
- 1987: Heißes Geld (Le beauf)
- 1987: Solange es Frauen gibt (Tant qu’il y aura des femmes)
- 1987: Barbarische Hochzeit (Les Noces barbares)
- 1988: Körperlicher Zwang (Contrainte par corps)
- 1989: Der Tod spielt mit (La Soule)
- 1989: Die Französische Revolution (La Révolution française)
- 1990: Der kleine Tod der feinen Damen (Dames galantes)
- 1991: Eline Vere
- 1994: Farinelli
- 2001: Va Savoir
- 1997: Marquise – Gefährliche Intrige (Marquise)
- 2004: Bienvenue en Suisse
- 2005: Gespenster
- 2009: Gegen ihren Willen (Un viol)
- 2011: Midnight in Paris
- 2011: Zu gut für diese Welt (La joie de vivre)
- 2011: Retour à Mayerling
- 2014: Yves Saint Laurent
- 2017: Schockwellen (Ondes de choc)
- 2018: Train de vies ou les voyages d’Angélique
- 2018: Mein Leben mit Amanda (Amanda)
- 2023: Jeanne du Barry

## Auszeichnungen
- 1987: César/Beste Nachwuchsdarstellerin – Nominierung für Rosa la Rose – Liebe wie ein Keulenschlag
- 2000: Molière/Beste Hauptdarstellerin – Nominierung für das Theaterstück Shirley